# 哥連斯 (尼日利亞足球員)
哥連斯（Cornelius Chi-Dubem Udebuluzor，1974年8月27日—），生於尼日利亞，尼日利亞足球運動員，司職前鋒，現時在香港巴西足球學校擔當教練。

## 球會生涯
哥連斯生於尼日利亞，於波蘭球會薩比利斯展開職業生涯，其後來港發展加盟晨曦期間贏得多項錦標，其後數次加盟寶路華流浪並於2001/02球季成為神射手，亦多此代表香港聯賽選手隊出戰賀歲盃及後退役，2005年轉職生意人閒時於香港巴西足球學校擔當教練。哥連斯本來可以出戰1996年奧運會，可惜當時在香港的他正在養傷需要進行手術。

## 個人生活
哥連斯的兒子米高（Michael Udebuluzor，2004年4月1日在香港出世）目前效力德丙球隊恩高斯達特04U19。